# Zephyranthes tucumanensis
Zephyranthes tucumanensis är en amaryllisväxtart som beskrevs av Armando Theodoro Hunziker. Zephyranthes tucumanensis ingår i släktet Zephyranthes och familjen amaryllisväxter. Inga underarter finns listade i Catalogue of Life.